# Mezikoloniální války

Mapa evropských kolonií v severní Americe roku 1702, před válkou královny Anny

Mezikoloniální války (anglicky Intercolonial Wars, francouzsky Guerres intercoloniales), někdy též francouzské a indiánské války, byly sérií ozbrojených konfliktů v Severní Americe, které probíhaly v 17. a 18. století, a jejichž typickým rysem bylo, že se v nich proti sobě postavila francouzská koloniální říše (a její indiánští spojenci) a britská koloniální říše (se svými indiánskými spojenci).
Velmi často byly tyto války doprovázeny souvisejícími konflikty na evropském kontinentu a zapojovaly se do nich i jiné koloniální velmoci, např. Nizozemci a Španělé. Základním cílem válek byl zisk kontroly nad sporným územím Severní Ameriky a nad obchodem s kožešinami, byť záminky a peripetie jednotlivých konfliktů byly různé a občas byly spoluspouštěčem i spory indiánských kmenů.
Historici se zcela neshodují, které všechny války do kategorie zařadit. V nejširším možném pojetí byly prvními válkami tohoto druhu již bobří války z let 1609–1701, v nichž se jedna skupina indiánských kmenů (Irokézové) opřela o spojenectví s Angličany a Nizozemci, zatímco druhá (Algonkinové, Huroni) o Francouze. Následovala válka krále Viléma z let 1688–1697 (za její evropské bojiště lze považovat devítiletou válku), válka královny Anny z let 1702–1713 a Dummerova válka z let 1722–1725 (s oběma souvisela válka o španělské dědictví), válka krále Jiřího (1744–1748) a válka o Jenkinsovo ucho z let 1739–1748 (evropským protějškem obou války o dědictví rakouské), francouzsko-indiánská válka z let 1754–1763 a válka otce Le Loutra z let 1749–1755 (dva odštěpky sedmileté války). Někteří historici ovšem za mezikoloniální války v užším smyslu označují jen čtyři z těchto konfliktů: válku krále Viléma, válku královny Anny, válku krále Jiřího a francouzsko-indiánskou válku.
Nejednotnost existuje i v pojmenování: v USA převažuje původně britská terminologie (pojmenování válek po britských panovnících), v Kanadě spíše pojmenování podle souběžných evropských konfliktů, neboť až na francouzsko-indiánskou válku lze evropské konflikty skutečně označit za primární a ty americké za "přeskočení jiskry" z Evropy.
Co se týče výsledků válek, úspěchy časem přibývaly na britské straně. Britské kolonie disponovaly daleko početnějšími lidskými zdroji a navíc mateřská země měla větší schopnost zásobovat své kolonie po moři a využívat své námořnictvo vojenské. V prvních třech hlavních konfliktech byli Francouzi schopni do značné míry tyto faktory vyrovnat účinnější mobilizací indiánských spojenců, ale ve čtvrté a rozhodující válce (francouzsko-indiánské) byli nakonec rozdrceni a nuceni postoupit Britům území Nové Francie, neboli rozsáhlá území v současné Kanadě a americké Louisianě (bezprostředně po válkách předané Španělům). Mezikoloniální války na severu také ovlivnily vznik Spojených států amerických, neboť tamní kolonisté po porážce Francouzů už neviděli důvod hledat před nimi ochranu u britských vojenských sil, navíc o Francouzi uvolněná území začal vznikat mezi stále nezávislejšími kolonisty z jihu a Brity spor. Proto porážka Francie roku 1763 katalyzovala americkou válku za nezávislost, jež vypukla roku 1775. Rozpad severoamerického koloniálního panství Francii v 19. století přiměl k intenzivní snaze vybojovat si kolonie v Africe, neboli vybudovat svou "druhou koloniální říši".